# 카일 뉴먼
카일 뉴먼(Kyle Newman, 1976년 3월 16일 ~ )은 미국의 영화 감독, 영화 제작자, 영화 각본가, 영화 배우이다.

## 출연 작품
- 몬스터 하우스 (2017)
- 킬러 인 하이스쿨 (2015)
- 미스티칼 트레블러 (2013)
- 팬보이즈 (2008)
- 할로우 (2004)